# Gradsko
Gradsko (in macedone Градско?) è un comune rurale della Macedonia del Nord.
Il municipio confina con Veles e Lozovo a nord, con Čaška a ovest, con Rosoman a sud e con Štip a est.

## Società

### Evoluzione demografica
Secondo il censimento nazionale del 2002 il comune conta 3 760 abitanti. I principali gruppi etnici sono:
- Macedoni: 2 924
- Bosniaci: 465
- Rrom: 127
- Albanesi: 125

## Località
Il comune è formato dall'insieme delle seguenti località:
- Viničani
- Vodovrati
- Gorno Čičevo
- Gradsko (sede comunale)
- Grnčište
- Dvorište
- Dolno Čičevo
- Zgropolci
- Kočilari
- Kuridere
- Nogaevci
- Podlec
- Svekjani
- Ubogo
- Ulanci

## Fonti
- Censimento macedone del 2002[collegamento interrotto]